# Pelle Ossler
Pelle Ossler (født 18. november 1962 i Bjuv i Skåne) er en svensk rockmusiker og sanger, der primært er kendt som tidligere guitarist i bandet Wilmer X og for sit samarbejde med Joakim Thåström, dels på Thåströms soloalbum og på industrialprojektet Sällskapet.

## Musikerkarriere
Ossler var guitarist i det skånske rockband Wilmer X i perioden mellem 1986 og 2003 og var endvidere sanger og guitarist i bandet Amazonas. 
Efter at han forlod Wilmer X har Ossler etableret en solokarriere. Han har endvidere medvirket i reggaebandet Sir Lord Erotic, der i 1995 udgav albummet No No Lola produceret af Peps Persson. 
Siden 2002 har Ossler haft et nært samarbejde med svenske Joakim Thåström, både på Thåströms soloalbum og i orkesteret Sällskapet sammen med Niklas Hellberg.  
Som soloartist har Ossler udgivet fem album; herunder Ett Brus fra 2008, der blev optaget i det legendariske Hansa studio i Berlin.

## Instrumenter
Ossler spiller primært på en Gibson Trini Lopez med P-90 pickup'er og en Guild Starfire ved optrædener og i studiet. Ossler anvender endvidere en Levin fra 1959 under indspilninger, men ikke under optrædener, da den er vanskelig at holde i stemning. 

## Discografi (udvalg)
Med Wilmer X
- V.I.L.D (1986)
- Tungt vatten (1986)
- Downward Bound (1986)
- Not Glamourus (1987)
- Teknikens under (1988)
- Klubb Bongo (1989)
- Mambo feber (1991)
- En speciell kväll med Wilmer X (1991)
- Pontiac till himmelen (1993)
- Snakeshow (1994)
- Hallå världen (1995)
- Den blå vägen hem (1997)
- Primitiv (1998)
- Silver (2000)
- Totalt Wilmer X (2001)
- Lyckliga hundar (2003)

Som soloartist
- Hotel neanderthal (1997)
- Disorienterad (2001)
- Den siste som kom ut (2002)
- Krank (2005)
- Ett brus (2008)
- Stas (2013)
- Evig himmelsk fullkomning (2017)
- Regn av glas (2021)

Med Thåström
- Mannen som blev en gris (2002)
- Skebokvarnsv. 209 (2005)
- Kärlek är for dom (2009)
- Beväpna dig med vingar (2012)
- Som jordgubbarna smakade... (2012)
- Den Morronen (2015)

Med Sällskapet
- Sällskapet - Sällskapet (2007)

Andre medvirkender
- Sir Lord Erotic - No No Lola (1995)
- Stefan Sundström - Hjärtats Melodi (2005)
- Katharina Nuttall - Cherry Flavour Substitute (2008)
- Andi Almqvist - Glimmer (2009)

## Eksterne links/kilder
- Officiel MySpace
- Interview med Pelle Ossler Arkiveret 10. januar 2022 hos  Wayback Machine (svensk)
- Pelle Ossler biografi Arkiveret 3. august 2009 hos  Wayback Machine på dustmusic.net (svensk)
- Anmeldelse af Pelle Ossler koncert Arkiveret 23. juli 2011 hos  Wayback Machine, tidningskulturen.se (svensk)
- Sällskapet – Hellberg, Ossler, Thåström, dagensarbete.se (svensk)
- Ossler och Thåström har ett sällskap ihop hd.se (svensk)